# وعلان أليف الرمال
وعلان أليف الرمال (الاسم العلمي:Commelina arenicola) هو نوع من النباتات يتبع جنس الوعلان من الفصيلة الوعلانية.